# Delfín Sporting Club
O Delfín Sporting Club é um clube de futebol equatoriano, com sede na cidade de Manta. Fundada em 1989, a equipe chegou à primeira divisão de seu país já no ano seguinte, lá permanecendo até 1996. Desde então, tem disputado alguma das três divisões principais do país e, em 2016, retornou à primeira divisão. No Campeonato Equatoriano de 2017, conquistou uma vaga para a Copa Libertadores da América de 2018, a primeira competição internacional de sua história.

## Títulos
| NACIONAIS | NACIONAIS              | NACIONAIS | NACIONAIS  |
|           | Competição             | Títulos   | Temporadas |
| --------- | ---------------------- | --------- | ---------- |
|           | Campeonato Equatoriano | 1         | 2019       |

- Campeão do 1º turno do Campeonato Equatoriano de 2017
- Vice-campeão da Copa do Equador 2018–19